# Pont sobre la riera d'Osor
El Pont sobre la riera d'Osor és una obra d'Osor (Selva) inclosa a l'Inventari del Patrimoni Arquitectònic de Catalunya. És un pont antic sobre la riera d'Osor, de dimensions relativament moderades i un sol arc de mig punt, situat aproximadament al km. 4 de la carretera Osor a Anglès.

## Descripció
Aquest pont té com a matèria primera dos materials, com són la pedra a base de blocs de pedra ben desbastats i treballats i lligats amb morter de calç i el maó, i és que l'arc està compost a base de cinc filades superposades de maó. Pel que fa a les seves dimensions, el pont té una llargada apromixada d'uns 25 metres i una alçada màxima d'uns 3 metres sobre la riera.
Quant a l'arc de mig punt la relació entre la llum (amplada) i la sageta (alçada) és dequilibrada, ja que la llum (amplada) està molt accentuada i és completament desproporcional amb relació a la sageta (alçada) la qual és irrisòria en comparació amb les grans dimensions que ostenta l'amplada.
En l'actualitat el pont no està equipat amb barana, però aquesta si que va estar present en el pont com així ho acrediten tant les restes vivents disseminades als dos extrems del pont, com les pedres esquinçades que coronen el pont, que tot fa pensar que en un moment històric determinat una riuda de dimensions considerables va arrencar la barana, violentament, arrossegant-la riera avall.
En general l'estat de conservació del pont és bo.

## Història
La Riera d'Osor neix entre els termes d'Espinelves i Sant Hilari Sacalm per la unió de la riera Gran, que prové del Pla de les Arenes, a uns 1.060 metres, amb aigua del torrent de Muntanyeta, del xaragall del Pla Esteve i del torrent de la Gobarra, el Coll, Sant Gregori i dels septentrionals de Sant Miquel, Llavanyes i Santa Bàrbara. Té afluents com la riera del Masquintà, la del Carbonell, la de la Maduixa, la de les Ribes o Noguerola, la Gironella o Grevolosa i la de can Pallaringa, a part de molts torrents, rierols i sots.
Quan la riera ha iniciat la seva cursa, corre amb força cap a la vall d'Osor tot fent un recorregut per un congost estret i molt inaccessible, voltat de penyals i d'un espessa vegetació, circumstància que permet la formació de salts d'aigua. Des d'Osor, baixa més calmada, dibuixant sinuosos meandres fins a unir-se amb el Ter. El seu tram total és d'uns vint-i-cinc quilòmetres, entre Sant Hilari i el pont que separa Anglès i la Cellera.
La riera no és gaire llarga, però els seus recursos han estat aprofitats al llarg del temps; regatge dels cultius, moure rodes de molí, fer electricitat i per la indústria tèxtil i minera.